# Championnat de Finlande de hockey sur glace D4
Le Championnat de Finlande de hockey sur glace D4 ou la 2. Divisioona est le 4e niveau de hockey sur glace en Finlande. Les moins bonnes équipes de l'année sont reléguées en 3. Divisioona et les meilleures sont promues en Suomi-sarja

## Annexe
- (en) Cet article est partiellement ou en totalité issu de l’article de Wikipédia en anglais intitulé « 2. Divisioona » (voir la liste des auteurs).